# Авион В-55
Aвион В-55" је лаки спортско туристички авион мешовите конструкције пројектован и направљен  у аероклубу "Загреб" 1955. године.(касније Аеротехнички завод у Загребу).

## Пројектовање и развој
При крају 1955. године група ентузијаста чланова Аероклуба "Загреб" (Кмох, Вајић и Лисовац) дошла је на идеју да саграде лаки спортски авион за личну употребу. Иако су услови за то били готово немогући ова идеја је поджана у Аероклубу који је имао слична искуства са изградњом Ултралаког авиона ЦА-51 1952. године. Чланови клуба су желели да планирани авион са својим карактеристикама, пре свега задовољи потребе чланова клуба. Овај задатак је поверен младом конструктору инж. Борису Вајићу и његовим сарадницима и тако је почео рад на авиону који је добио назив В-55 (В-Вајић и 55 као година рада на пројекту). Авион В-55 је замишљен као лаки двосед, намењен за почетну обуку пилота у моторном летењу, њихову тренажу, бацање падобранаца и за аеро вучу једрилица. Усвојна концеција је била: једномоторни висококрилац са подупртим крилима, двоседи авион (тандем распоред седишта) са дуплим командама и фиксним неувлачећим стајним трапом. При извођењу конструкције морало се водити рачуна са технолошким ограничењима авио радионице Аероклуба која је изградила овај авион.
Већ следеће 1956. године разрађни планови и цртежи су предати радионици Аероклуба "Загреб" која је уз тешкоће, које су се одразиле да дужину извођења овог пројекта прионуо на израду авиона. Авион је завршен крајем лета 1958. године и тад почиње административна процедура око добијања пловидбене дозволе. После отклањања свих недостатака које је уочила Комисија Управе за цивилно ваздухопловство, заказан је први пробни лет који се одиграо 2. априла 1959. године у 12 сати и 26 минута а лет је трајао укуно 10 минута. Пробни пилот је био Јелак Михајло. Након овога уследио је читав низ летова изнад аеродрома "Лучко" да би половином априла 59. уследио прелет из Загреба за Београд на завршно опитовање авиона у ВОЦ-у на аеродрому у Батајници. У ВОЦ-у је авион испитиван од 10.06. до 16. децембра 1959. године. Укупно је извршено 68 летова у трајању од 35,58 сати. вион је добио позитивну оцену уз препоруку да се побољша, откањањем уочених недостатака и ограничења која се односе на вучу једрилица и бацање падобранаца. Авион је регистрован као двосед и добио је регистрациону ознаку YU-CMR са домицилом у Загребу. Коришћен је за потребе Аероклуба "Загреб" а из регистра је брисан 1969. године.

### Технички опис
Авион Авион В-55 је мешовите конструкције, труп му је од челичних цеви обложен платном. Има четворо цилиндричан, линијски, ваздухом хлађени мотор Walter Minor 4/III снаге 105KS и двокраку дрвену елису фиксног корака. Мотор му је обложен капотажом од алуминијумског лима, има лепу пространу кабину са великим стакленим површинама које омогућавају лепу прегледност пилотима. Aвион је имао класичан неувлачећи стајни трап са гуменим амортизерима и два точка опремљена гумама ниског притиска (балон гуме) напред и клавирски гумени точак на репу авиона као трећу ослону тачку авиона. Крила су ну била правоугаона са заобњеним крајевима дрвене конструкције. Имала су две рамењаче и била су обложена импрегнираним платном. Крила су била пудупрте металним упорницама. Репне површине су имале конструкцију као и крила. Хоризонтални стабилизатори су такође имали упорнице.

### Варијанте авиона
- V-55- авион прототип и нулта серија са мотором Walter Minor 4/III (YU-CMR, CXE и CXF)
- V-55L- авион нулте серије са мотором Lycoming O-329-A2B 112kW (YU-CXG)
- Avala-1- прерађен авион В-55, мотор Walter Minor 4/III, смањена маса, измењена кабина (YU-ZAA)

## Оперативно коришћење
Опште карактеристие ових авиона се огледају у следећем: Перформансе у лету су биле задовољавајуће, међутим, авион је био недоволјно дотеран у аеродинамичком и експлоатационом смислу а дрвени делови конструкција и платнена облога трупа и крила су утицали на скраћење века уотребе ових авиона. Први авион В-55. је почео да се користи 1960. године а последњи је брисан из регистра 23. јула 1998. после пада проузрокованог због квара мотора.
Укупно је произведено 1 прототип и 3 авиона у нултој серији. Авиони су произведени у Авио радионици Аероклба "Загреб", која је касније применована у Аеротехнички завод Загреб. Сви авиони су били власништво Зракопловног савеза Хватске а корисник је био Аероклуб "Загреб".
Један од авиона В-55 у непловидбеном стању је продат 1984. године приватном лицу из Београда који је реконструисао авион, смањио му масу, извршио тоталну реконструкцију кабине, преместио главни резервоар горива и тако је настао аматерски грашен спортски авион. Овај авион је добио назив Авала-1 и регистрован је (YU-ZAA) 1991. године. Авион је интензивно коришћен све до пада 23. јула 1998. године.

## Сачувани примерци
Рестауриран и авион  В-55 се налази у депоу Техничког Музеја  у Загребу али није изложен и тиме доступан јавности.

## Земље које су користиле овај авион
- Југославија